# Volga Hayworth
Volga Cansino (? 1898 - 25 de janeiro de 1945), foi uma famosa dançarina e atriz americana, além de figurante da Broadway mais conhecida como Volga Hayworth. Foi mãe de Margarita Carmen Cansino, que ao começar a fazer filmes em Hollywood tornou-se a grande atriz e dançarina Rita Hayworth, usando o nome de solteira de Volga.
Volga apareceu em Ziegfeld Follies, no ano de 1916, onde trabalhou com o dançarino espanhol, Eduardo Cansino. Em 1917 casou-se com Eduardo Cansino. Ela e eduardo formavam um ato de vaudeville chamado The Dancing Cansinos.
Volga e Eduardo tiveram três filhos:
- Margarita Carmen
- Eduardo Cansino Jr.
- Vernon Cansino